# معاملة المثليين في بنما
قد يواجه الأشخاص من المثليين والمثليات ومزدوجي التوجه الجنسي والمتحولين جنسياً (اختصاراً: LGBT) وخاصة الرجال في بنما تحديات قانونية لا يواجهها غيرهم من المغايرين جنسيا. يعتبر النشاط الجنسي المثلي بين الرجال وبين النساء قانونيا، لكن المنازل التي يعيش فيها الشركاء المثليون غير مؤهلة للحصول على نفس الحماية القانونية المتاحة للأزواج المغايرين.
في مارس 2017، تم رفع دعوى قضائية تسعى إلى تقنين زواج المثليين أمام المحكمة العليا. أثارت الدعوى الكثير من النقاش في المجتمع البنمي، مما دفع العديد من الشخصيات العامة للإعلان عن دعمهم لحقوق المثليين و/أو زواج المثليين، بما في ذلك كل من نائبة الرئيس والسيدة الأولى والنائب العام.
من المحتمل أن يصبح زواج المثليين وتبني المثليين للأطفال أمرًا قانونيًا قريبًا في بنما، وفقًا لحكم محكمة الدول الأمريكية لحقوق الإنسان لعام 2018.

## تاريخ
اغترف شعب غونا في شمال شرق بنما بالجنس الثالث. مثل هؤلاء الأفراد المعروف باسم «أوميغيد» (بالإنجليزية: omeggid)‏ (حرفيا مثل امرأة). في مجتمع غونا، إذا بدأ صبي صغير في إظهار التصرف كأنثى، فإن الأسرة تقبله بشكل طبيعي وتسمح له بالنمو بهذه الطريقة. في كثير من الأحيان، سوف يتعلم الأشخاص ال«أوميغيد» (بالإنجليزية: omeggid)‏ مهارة ترتبط عادة بالنساء، مثل صناعة "المولات'. ويعتبر الأشخاص ال«أوميغيد» (بالإنجليزية: omeggid)‏ متجذرين في اساطير شعب غونا. وفقًا لأساطير غونا، "إن القادة الأصليين الذين جلبوا التقاليد والقواعد والمبادئ التوجيهية ليعيشوا فيها من قبل الغونا هم رجل يدعى إيبورغون، وأخته غيغاديري وشقيقه الصغير ويغودون"، وهو شخص «أوميغيد» (بالإنجليزية: omeggid)‏". وفقا لبعض التقارير، فإن الناس في غونا يقبلون أيضا المثلية الجنسية.
بعد الاستعمار الإسباني وما تلاه من 300 عام من الحكم الإسباني، أصبحت قضايا الجنس ومجتمع المثلييين من المحرمات في بنما. تمت معاقبة السدومية بالموت. تمكن شعب غونا من الحفاظ على تقاليدهم وعاداتهم، على الرغم من القمع الذي مارسه الأسبان والحكومة البنمية اللاحقة لما بعد الاستقلال.

## قانونية النشاط الجنسي المثلي
أصبح النشاط الجنسي المثلي قانونيا في بنما منذ عام 2008؛ كانت بنما آخر دولة ناطقة بالاسبانية في الأمريكتين تلغي قانون المعادي للسدومية. تعتبر السن القانونية للنشاط الجنسي 18 عامًا. تم رفع تصنيف المثلية الجنسية على أنه مرض عقلي في عام 2008.

## الاعتراف القانوني بالعلاقات المثلية

القوانين المتعلقة بالمثلية الجنسية في أمريكا الوسطى وجزر الكاريبي.
زواج المثليين
توفر شكل آخر من أشكال الاعتراف القانوني
شراكة غير مسجلة
الاعتراف بزواج المثليين المنعقد في الخارج
لا اعتراف قانوني بالعلاقات المثلية
حظر دستوري على زواج المثليين، عبر تقييد تعريف الزواج في الدستور إلى اتحاد بين رجل وامرأءة فقط
المثلية الجنسية غير قانونية، لكن القانون لايتم تطبيقه
المثلية الجنسية غير قانونية للرجال فقط
المثلية الجنسية غير قانونية للرجال والنساء

لا يوجد اعتراف قانوني بالعلاقات المثلية. تم رفض اقتراح كان من شأنه السماح للاتحادات المدنية المثلية في عام 2004، ويرجع ذلك أساسًا إلى الضغط من الكنيسة الكاثوليكية الرومانية. في عام 2005، أيد 12% من البنميين على تقنين زواج المثليين في البلاد.
في 15 أبريل 2014، في الفترة التي سبقت الانتخابات الرئاسية لعام 2014، وقع خمسة من المرشحين السبعة للرئاسة وثيقة تسمى ميثاق الالتزام الوطني من أجل الحياة والأسرة التقليدية. نصت الوثيقة على أنه «يجب على الدولة ضمان حرية الدين وتعديل القانون لحماية البنية التقليدية للأسرة، والمعروفة باتحاد الرجل والمرأة».
في 8 مايو 2014، تمت الموافقة على قانون القانون الدولي الخاص، الذي يحظر زواج المثليين في بنما ويوضح أن البلاد لن تعترف بحالات زواج المثليين التي تتم في بلدان أخرى. تنص المادة 40 على أن «زواج المثليين محظور تمامًا في البلاد».

### منذ 2016 حتى الوقت الحاضر
في 17 أكتوبر 2016، أقام زوجان مثليان دعوى قضائية سعيا للاعتراف بحالات زواج المثليين التي تتم في الخارج في البلاد. عُين القاضي لويس رامون فابريغا في القضية وكان عليه أن يقرر قبول القضية في محكمة العدل العليا المؤلفة من 9 أعضاء. في أوائل نوفمبر، تم قبول القضية في المحكمة العليا. في 24 مارس 2017، تم تقديم دعوى أخرى ضد المادة 26 من القانون المدني البنمي إلى المحكمة العليا، التي وافقت على سماع القضية. تنص المادة 26 على أن الزواج بين رجل وامرأة ويحظر زواج المثليين. تسعى هذه القضية إلى تقنين زواج المثليين في بنما. في يونيو 2017، وحدت المحكمة العليا بين القضيتين.
في 14 أبريل 2017، أعلنت نائبة الرئيس إيزابيل سان مالو دعمها لحقوق الزواج المتساوية للأزواج المثليين. في منتصف شهر مايو، أصدر المدعي العام ريغوبيرتو غونزاليس بيانًا إلى المحكمة العليا، طالباً منها تشريع على زواج المثليين. في حين اعترف غونزاليس بأن زواج المثليين كان مثيرا للجدل في المجتمع البنمي، إلا أن موقفه يتماشى مع قيمة الكرامة لجميع البشر فضلاً عن الدستور البنمي.
في أكتوبر/تشرين الأول 2017، نشر قاضي بالمحكمة العليا مبدئيًا مشروع قرار يرفض قضية زواج المثليين.
في 21 ديسمبر عام 2017، قدمت مجموعة تدافع عن حقوق المثليين وهي «مؤسسة مساواة بنما» (بالإسبانية: Fundación Iguales Panama)‏ طلب امتناع أمام المحكمة العليا ضد القاضي سيسيليو سيداليس، الذين تحدث ضد زواج المثليين في عام 2015. وقد وضع هذ قضية الزواج في الانتظار، انتظار نتائج طلب الامتناع.
في 15 فبراير 2018، تم سحب مشروع الحكم المذكور أعلاه. ستأخذ المحكمة العليا في الاعتبار الآن قرارمحكمة الدول الأمريكية لحقوق الإنسان (انظر أدناه) في قرارها، الذي من المتوقع أن يصدر قريباً. كان من المتوقع صدور حكم في 20 ديسمبر 2018، ولكن تم تأجيله.
في مايو 2018، أفيد أن زوجتين مثليتان قد رفعتا أيضًا دعوى أمام المحكمة العليا من أجل الاعتراف بزواجهما.

### حكم محكمة الدول الأمريكية لحقوق الإنسان 2018
في 8 كانون الثاني/يناير 2018، قضت محكمة الدول الأمريكية لحقوق الإنسان بأن الاتفاقية الأمريكية لحقوق الإنسان تقضي وتقتضي الاعتراف بزواج المثليين. كان الحكم ملزماً بالكامل لكوستاريكا ويضع سابقة ملزمة في دول أمريكا اللاتينية ومنطقة البحر الكاريبي بما في ذلك بنما.
في 16 يناير، رحبت الحكومة البنمية بالقرار. أعلنت نائبة الرئيس إيزابيل سان مالو، متحدثة باسم الحكومة، أن البلاد ستلتزم تمامًا بالحكم. تم إرسال الإشعارات الرسمية، التي تتطلب الالتزام بالقرار، إلى مختلف الدوائر الحكومية في نفس اليوم.
أدانت الكنيسة الكاثوليكية وغيرها من الجماعات الدينية حكم محكمة الدول الأمريكية لحقوق الإنسان بشدة. عبر العديد من النواب بالمثل عن معارضتهم للحكم، حيث وصفه أحد النواب بأنه «خطر على الجنس البشري». في أوائل فبراير، قدم مواطن طلبًا إلى البرلمان للتحقيق في نائبة الرئيس بسبب تجاوزها لوظائفها وإساءة استخدام السلطة عندما أعلنت امتثال الحكومة للقرار.
في 2 فبراير، أعلن النائب العام أنه لا يمكن للبلد أن تتجاهل قرار محكمة الدول الأمريكية لحقوق الإنسان، مكررًا موقف الحكومة المتمثل في أن القرار ملزم تمامًا لبنما.

## التبني وتنظيم الأسرة
لا يقدر الأزواج والشركاء المثليون على التبني القانوني في بنما. ومع ذلك، يعتبر التلقيح الصناعي والتلقيح الاصطناعي متاحة للزوجات والشريكات المثليات في البلاد.

## الحماية من التمييز
لا توجد قوانين تحمي مجتمع المثليين من التمييز. تحظر المادة 39 من الدستور إنشاء «شركات أو جمعيات أو مؤسسات» تتعارض مع النظام الأخلاقي أو القانوني. في الماضي، تم استخدام هذا لرفض تسجيل منظمات المثليين.
في أغسطس 2015، قدم مشروع قانون لحظر التمييز على أساس التوجه الجنسي والهوية الجندرية في الجمعية الوطنية. لكن مشروع القانون لم يتقدم من حينها.

## الهوية الجنسية والتعبير عنها
منذ عام 2006، يمكن للأشخاص المتحولين جنسيا في بنما تغيير جنسهم القانوني والاسم في شهادات ميلادهم، ولكن فقط بعد خضوعهم لجراحة إعادة تحديد الجنس.
في أيار/مايو 2016، سُمح لسيدة البنمية المتحولة جنسياً البالغة من العمر 22 عامًا بتغيير اسمها، بحيث يطابق هويتها الجنسية، دون الخضوع لعملية جراحية. كانت هذه هي المرة الأولى التي يستطيع فيها شخص متحول جنسياً في بنما تغيير اسمه دون الخضوع لعملية جراحية لأول مرة.
في يناير 2018، قضت محكمة البلدان الأمريكية لحقوق الإنسان بأن مطالبة المتحولين جنسياً بالخضوع لجراحة لتغيير جنسهم القانوني يعد انتهاكًا للاتفاقية الأمريكية لحقوق الإنسان.

## التبرع بالدم
يحظر على الرجال المثليين ومزدوجي التوجه الجنسي في بنما التبرع بالدم.

## حراك حقوق المثليين في بنما
في عام 1996، تم تأسيس أول منظمة للنثليين والمثليات في بنما وهي «رابطة الرجال والنساء الجدد في بنما» (بالإسبانية: Asociación Hombres y Mujeres Nuevos de Panamá)‏. حصلت على اعتراف قانوني في عام 2005 بعد معركة استمرت ثلاث سنوات مع السلطات والكنيسة الكاثوليكية. في عام 2004، قدّموا عريضة تطالب بحقوق الشراكة. في يونيو 2005، أقيمت أول مسيرة فخر المثليين في بنما بمشاركة 100 من المتظاهرين التابعين للرابطة.
في مايو 2015، تم تشكيل منظمة حقوق المثليين الثانية وهي «بنما: تحالف التنوع» (بالإسبانية: Panamá: Unión de la diversidad)‏. في يونيو 2016، تم إطلاق مؤسسة جديدة باسم «كونفيفي بنما» (بالإسبانية: "Convive Panamá")‏ استنادًا إلى المهمة والأفكار وأساليب العمل في «بنما: تحالف التنوع». في عام 2017، تم إنشاء «مؤسسة مساواة بنما» (بالإسبانية: Fundación Iguales Panama)‏، وهي منظمة غير ربحية تعمل على تعزيز احترام حقوق الإنسان وتعزيزها واحترامها. لقد أثرت «مؤسسة مساواة بنما» على الرأي العام تجاه التسامح والإدماج للجميع، وهي في المقدمة في الدفاع عن حقوق المثليين.
في أبريل عام 2017، تم الإعلان عن مشاركة السيدة الأولى لورينا كاستيلو في مسيرة فخر المثليين لعام 2017 في مدينة بنما.

## الرأي العام
وفقًا لاستطلاع أجراه مركز بيو للأبحاث، والذي أجري في الفترة ما بين 13 نوفمبر و 8 ديسمبر 2013، أيد 23% من المجيبين زواج المثليين، وعارضه 72%.
نشرت بلانيت روميو، وهي شبكة اجتماعية للمثليين، أول مؤشر السعادة للمثليين (GHI) في شهر مايو من عام 2015. وسُئل الرجال المثليون من أكثر من 120 دولة حول شعورهم حيال نظرة مجتمعاتهم للمثلية الجنسية، وكيف يواجهون الطريقة التي يُعاملون بها من قبل أشخاص آخرين ومدى رضاهم عن حياتهم. احتلت بنما المرتبة 55 مع نتيجة بلغت 44 على مؤشر السعادة.
وفقًا لاستطلاع عام أجري في أبريل 2017، عارض 78% من البنميين زواج المثليين.
أظهر مقياس الأمريكتين لعام 2017 أن 22% من البنميين يؤيدون زواج المثليين.

## ملخص
| قانونية النشاط الجنسي المثلي                                                                  | (منذ عام 2008)                                                                               |
| المساواة في السن القانوني للنشاط الجنسي                                                       | (منذ عام 2008)                                                                               |
| قوانين مكافحة التمييز في التوظيف                                                              | ة                                                                                            |
| قوانين مكافحة التمييز في توفير السلع والخدمات                                                 | No                                                                                           |
| قوانين مكافحة التمييز في جميع المجالات الأخرى (تتضمن التمييز غير المباشر، خطاب الكراهية)      | No                                                                                           |
| قوانين مكافحة أشكال التمييز المعنية بالهوية الجندرية                                          | No                                                                                           |
| زواج المثليين                                                                                 | (تم قبول الطعن في المحكمة العليا؛ تشريعه واجب بموجب حكم محكمة الدول الأمريكية لحقوق الإنسان) |
| الاعتراف القانوني بالعلاقات المثلية                                                           | (تم قبول الطعن في المحكمة العليا؛ تشريعه واجب بموجب حكم محكمة الدول الأمريكية لحقوق الإنسان) |
| تبني أحد الشريكين للطفل البيولوجي للشريك الآخر                                                | (تم قبول الطعن في المحكمة العليا؛ تشريعه واجب بموجب حكم محكمة الدول الأمريكية لحقوق الإنسان) |
| التبني المشترك للأزواج المثليين                                                               | (تم قبول الطعن في المحكمة العليا؛ تشريعه واجب بموجب حكم محكمة الدول الأمريكية لحقوق الإنسان) |
| يسمح للمثليين والمثليات ومزدوجي التوجه الجنسي والمتحولين جنسيا بالخدمة علناً في القوات المسلحة | ليس لديها جيش                                                                                |
| الحق بتغيير الجنس القانوني                                                                    | (منذ عام 2006)                                                                               |
| علاج التحويل محظور على القاصرين                                                               | No                                                                                           |
| الحصول على أطفال أنابيب للمثليات                                                              | Yes                                                                                          |
| الأمومة التلقائية للطفل بعد الولادة                                                           | No                                                                                           |
| تأجير الأرحام التجاري للأزواج المثليين من الذكور                                              | (يتم وقوع تأجير الأرحام وليس محظورًا، لكن لا توجد حاليًا قوانين تنظم هذه الممارسة)             |
| إلغاء تصنيف المثلية الجنسية كمرض                                                              | (منذ عام 2008)                                                                               |
| السماح للرجال الذين مارسوا الجنس الشرجي التبرع بالدم                                          | No                                                                                           |